# Річард Офорі (футболіст, листопад 1993)
Річард Офорі (англ. Richard Ofori; нар. 1 листопада 1993, Гана) — ганський футболіст, воротар національної збірної Гани та клубу «Олл Старз».

## Клубна кар'єра
У дорослому футболі дебютував 2012 року виступами за команду клубу «Олл Старз», кольори якої захищає й донині.

## Виступи за збірну
2012 року дебютував в офіційних матчах у складі національної збірної Гани.
У складі збірної був учасником Кубка африканських націй 2017 року у Габоні.